# 경주엑스포대공원
경주엑스포대공원(Gyeongju EXPO Grand Park) 경북 경주시에 위치한 보문관광단지 남쪽에 관광 휴양 시설이다.

## 역사
1998년 제1회를 시작으로 국내외에서 꾸준히 개최되어 왔다. 다음은 각 회차별 개최 현황이다.
- 제1회 1998년 9월 10일부터 11월 10일까지 ‘98 경주세계문화엑스포’가 경상북도 경주시에서 처음으로 개최되었다.
- 제2회 2000년 9월 1일부터 11월 26일까지 ‘경주세계문화엑스포 2000’이 경주에서 열렸다.
- 제3회 2003년 8월 13일부터 10월 23일까지 ‘2003 경주세계문화엑스포’가 개최되었다.
- 제4회 2006년 11월 21일부터 2007년 1월 9일까지 캄보디아 앙코르와트에서 ‘앙코르-경주세계문화엑스포 2006’이 열리며 처음으로 해외에서 개최되었다.
- 제5회 2007년 9월 7일부터 11월 5일까지 ‘경주세계문화엑스포 2007’이 경주에서 다시 개최되었다.
- 제6회 2011년 8월 12일부터 10월 10일까지 ‘2011 경주세계문화엑스포’가 개최되었다.
- 제7회 2013년 8월 31일부터 9월 22일까지 터키 이스탄불에서 ‘이스탄불-경주세계문화엑스포 2013’이 개최되며, 두 번째 해외 개최가 이루어졌다.
- 제8회 2015년 8월 21일부터 10월 18일까지 ‘실크로드경주2015’라는 명칭으로 경주에서 개최되었다.
- 제9회 2017년 11월 11일부터 12월 3일까지 베트남 호찌민에서 ‘호찌민-경주세계문화엑스포 2017’이 개최되었다.
- 제10회 2019년 10월 11일부터 11월 24일까지 ‘2019 경주세계문화엑스포’가 경주에서 열리며 10회째를 맞이하였다.

2010년대 이후 경주세계문화엑스포는 단발성 행사에서 벗어나 상시 개장 체제로 전환되었다. 경주엑스포대공원은 축제 기간 외에도 연중 방문이 가능한 상설 문화공간으로 운영되기 시작하였으며, 다양한 전시·체험 콘텐츠가 지속적으로 제공되었다.
2020년대에 접어들면서, 전 세계적으로 확산된 코로나19 팬데믹의 영향으로 경주엑스포대공원는 일시적인 중단을 겪었다. 감염병 확산 방지를 위한 사회적 거리두기, 국제 교류 제한, 대규모 행사 자제 등의 방침에 따라 대면 중심의 문화 행사가 사실상 불가능해졌으며, 이에 따라 정기적으로 개최되던 엑스포도 개최되지 않았다.
이 시기에는 문화예술계 전반이 큰 타격을 입었으며, 경주엑스포대공원 또한 예외는 아니었다. 다만, 이러한 어려움 속에서도 일부 온라인 콘텐츠 제작 및 비대면 프로그램 도입이 제한적으로 시도되었으며, 향후 정상적인 개최를 위한 내부 준비는 지속되었다.
이처럼 2020년대 초반은 경주엑스포대공원의 역사에서 일시적인 정체의 시기였으나, 동시에 새로운 시대에 부합하는 문화 행사 방식에 대한 재정비와 방향성 모색의 계기가 되었다.
아울러, 현재는 2025년 경주에서 개최 예정인 APEC 정상회의 준비로 인해 엑스포는 일시적으로 개최되지 않고 있다. 기존의 행사 운영 경험과 문화 인프라는 APEC 관련 문화·관광 콘텐츠로 일부 전환되어 활용되고 있으며, 경주엑스포대공원이 그간 축적해온 국제 교류의 경험은 APEC의 문화 외교 분야에도 크게 기여하고 있다.

## 이용 시간
- 공원개장 : 오전 10시부터 밤 10시까지
- 엑스포 전시관 : 오전 10시부터 저녁 6시까지

## 같이 보기
- 경주솔거미술관
- 경주타워